# Pōmare Ier
Pōmare Ier, né en 1753 et mort le 3 septembre 1803, est un chef (ariʻi) tahitien, fondateur, grâce à son habile politique à l'arrivée des premiers Européens, de la dynastie royale des Pōmare, qui règne sur Tahiti jusqu'en 1880.
Chef du district de Porionuu, au nord-est de l'île, où se trouve alors le mouillage de Matavai, utilisé par les navigateurs européens avant la rade de Papeete, il prend l'ascendant sur les autres chefs, y compris le plus grand, l'arii rahi Eimo (ou Amo).
Il réussit à réunir les différentes chefferies de Tahiti en un royaume unique composé des îles de Tahiti, de Moorea, de Mehetia, ainsi que de l'atoll de Tetiaroa. Premier roi de Tahiti, il abdique en 1791, mais demeure régent de 1791 à sa mort.

## Biographie

### Naissance
La date de naissance de Pōmare demeure indéterminée, les estimations de son âge varient :
- selon Cook : 30 ans en 1773
- selon Gayangos : 20/22 ans en 1773
- selon Forster : 24/25 en 1773
- selon Bligh : 35 en 1788

Il serait donc né entre 1743 et 1753.

### Dénomination
L'usage ancien amenait les Polynésiens à changer de noms. Pōmare a été nommé Tarahoi Vairaʻatoa à la naissance, également désigné par les noms de Mate, Teina et surtout Tū (ariʻi Tū), il adopta le nom de Pōmare vers 1790, en hommage à sa fille Teriinavahoroa Vahine, morte de tuberculose en 1785, à l'âge de 5 ans, selon le témoignage du capitaine Bligh (du HMS Bounty).

### Réunification et prise de pouvoir

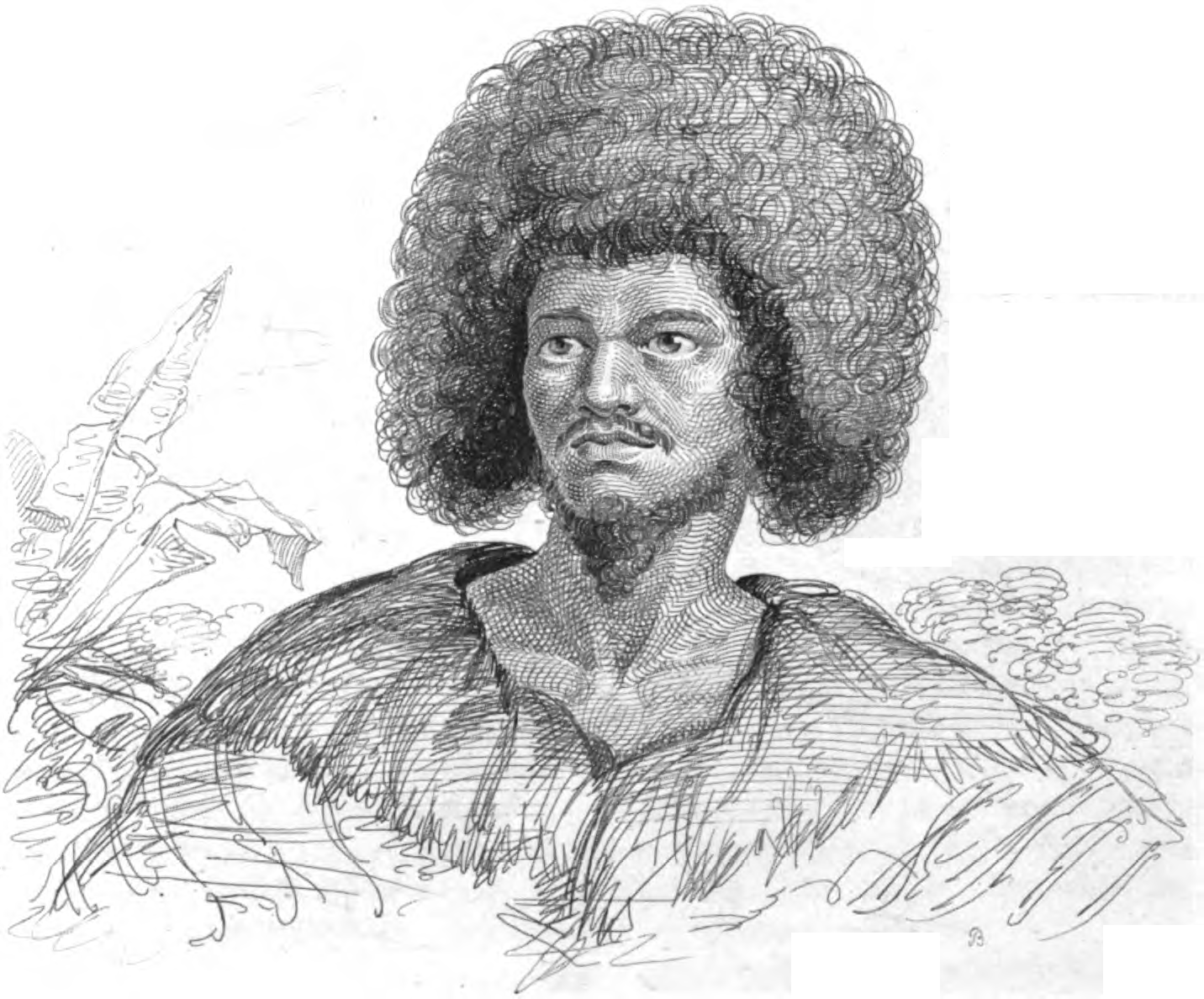
Gravure du roi Pōmare.

Le 26 octobre 1788, le Bounty, dirigé par le capitaine William Bligh, débarque à Tahiti avec pour mission de rapporter des arbres à pains tahitiens ('Uru) aux Caraïbes. Sir Joseph Banks, le botaniste de la première expédition de Cook, estime en effet que cette plante serait idéale pour nourrir à moindre coût les esclaves africains travaillant dans les plantations des Caraïbes. L’équipage reste à Tahiti environ cinq mois, le temps de transplanter les pousses d’arbres. Trois semaines après le départ de Tahiti, le 28 avril 1789, l’équipage se mutine sur l’initiative de Fletcher Christian. Les mutinés s’emparent du navire et débarquent le capitaine et les membres d’équipage restés fidèles sur une chaloupe. Une partie des mutinés revient alors s’installer à Tahiti.
Alors que les explorateurs ont refusé de prendre part aux conflits tribaux, les mutinés du Bounty offrent leurs services de mercenaires et fournissent des armes à la famille qui deviendra la dynastie Pōmare. Le chef Tū sait en effet tirer parti de sa présence sur les havres préférés des navigateurs. Grâce à l’alliance avec les mutinés, il parvient à accroître considérablement sa suprématie sur l’île de Tahiti.
Vers 1790, l'ambitieux chef Tū prend le titre de roi et se donne le nom de Pōmare Ier. Le capitaine Bligh expliquera que ce nom était en hommage à sa fille aînée, morte de tuberculose, une « maladie qui la faisait beaucoup tousser (mare), surtout la nuit (pō) ».
En 1791, le capitaine Bligh débarque à Tahiti dans l’espoir de retrouver des mutins. Le nouveau roi lui livre les rebelles. Le départ du capitaine Bligh marque la fin de l’aventure des mutinés du Bounty sur l’île de Tahiti, mais leur présence aura marqué durablement l’histoire tahitienne. Le roi engagea Peter Hagerstein, un marin déserteur du HMS Daedalus (1780) (en), comme son interprète officiel à la cour.

### Règne et succession
Le 5 mars 1797, des missionnaires de la London Missionary Society débarquent à la Pointe Vénus (Mahina) à bord du Duff (en), avec pour ambition de sauver du paganisme les populations nouvellement découvertes par Cook. L’arrivée de ces missionnaires marque un nouveau tournant pour l’île de Tahiti, avec un impact durable sur la culture locale.
Les premières années sont laborieuses pour les missionnaires, malgré leur association avec les Pōmare, dont ils connaissent l’importance grâce aux récits des précédents navigateurs. En 1803, à la mort de Pōmare Ier, son fils Vaira'atoa lui succède et prend le nom de Pōmare II.

## Portrait par William Ellis
« Pōmare, comme la plupart des chefs des îles des mers du Sud, était un homme grand et puissant. Il mesurait six pieds quatre pouces ; ses membres étaient souples et bien proportionnés, son maintien imposant. »